# Дел Фоло (Падова)
Дел Фоло је насеље у Италији у округу Падова, региону Венето.
Према процени из 2011. у насељу је живело 18 становника. Насеље се налази на надморској висини од 31 м.